# Global Greens
Global Greens (GG) és una organització internacional de partits i moviments polítics que treballen per implementar polítiques verdes. Consta de diversos partits polítics verds nacionals, xarxes i altres organitzacions associades a la política ecologista.
Formada el 2001 al Primer Congrés Global dels Verds, l'organització ha crescut fins a incloure 80 partits de ple dret i 18 observadors i partits associats a partir del febrer de 2019. Està governat per un comitè de direcció de 12 membres anomenat Coordinació de Green Globals, i cada partit membre es troba sota el paraigua d'una de les quatre federacions verdes regionals afiliades. Les operacions quotidianes de Global Greens són gestionades per la Secretaria, dirigida per Keli Yen des del 2015.

## Carta de Global Greens
La Carta de Global Greens és el document guia que estableix els principis i els "valors bàsics" als quals els partits membres i les organitzacions associades haurien d'adherir-se. Estableix principis mundials que traspassen les fronteres per unir els verds de tot el món: 
1. Democràcia participativa
2. No-violència
3. Justícia social
4. Sostenibilitat
5. Respecte per la diversitat
6. Consciència Ecològica

Entre les prioritats exposades a la Carta es troba la reforma del model econòmic dominant, la lluita contra el canvi climàtic, la fi de la crisi de la fam, la promoció de la democràcia viva, el treball per la pau i la protecció de la biodiversitat.
La Carta ha estat revisada i actualitzada dues vegades en els Congressos de Global Greens des de la seva publicació original el 2001: un cop a Dakar, Senegal el 2012, i de nou a Liverpool, Regne Unit, el 2017. La versió actualitzada del 2017 s'ofereix en anglès i es pot accedir a versions anteriors en 11 idiomes.

## Federacions regionals de Global Greens
Global Greens està organitzat en quatre federacions regionals a tot el món: 
- Federació dels Verds d'Àsia Pacífic
- Partit Verd Europeu
- Federació de Partits Verds d'Àfrica
- Federació de Partits Verds de les Amèriques

## Coordinació
GG té un comitè de direcció de 12 membres. La composició d'aquest comitè prové de tres membres elegits de cadascuna de les quatre federacions regionals, amb el suport de tres suplents que poden participar-hi quan calgui.

## Congressos de Global Greens
GG ha celebrat quatre congressos des del 2001 en diverses localitats del món: 
1. 2001 - Canberra, Austràlia
2. 2008 - São Paulo, Brasil
3. 2012 - Dakar, Senegal
4. 2017 - Liverpool, Regne Unit[6]

GG s'esforça per aconseguir la representació i la diversitat regional, fomentant que les localitzacions dels Congressos representin l'àmplia difusió geogràfica dels partits i organitzacions membres de l'associació. El proper Congrés se celebrarà el 2021 a Seül, amb el Partit Verd de Corea com a amfitrió.